# 페루치오 탈리아비니

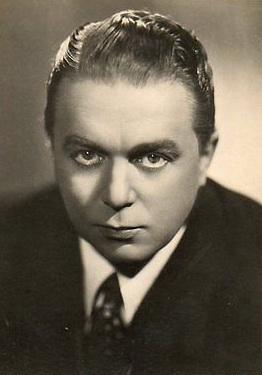

페루치오 탈리아비니(Ferruccio Tagliavini, 1913년 8월 14일 ~ 1995년 1월 28일)는 테너 가수이며, 전후를 대표하는 리리코 레제로 테너이다. 목소리의 아름다움과 더불어 경묘한 가창과 정서가 풍부한 표현이 절찬되고 있다. 이탈리아의 레지오 에밀리아에서 태어나 처음에는 건축가가 되려고 하였으나 목소리의 아름다움을 인정받아 1938년에 피렌체의 벨 칸토 콩쿠르에 나가 제1위를 차지한 뒤부터 가수가 되기로 결심하였다. 1939년에 피렌체에서 <보엠>의 로돌포 역을 맡아 데뷔, 그 후 메트로폴리탄가극장, 라스칼라극장을 비롯하여 세계 각지에서 명성을 떨쳤다.